# 旺氏墨頭魚
旺氏墨頭魚（学名：Garra wanae）为輻鰭魚綱鯉形目鲤科的其中一種，該物種於1914年由查爾斯·泰特·里根描述，分布於亞洲巴基斯坦，體長可達5公分。